# Blacé
Blacé és un municipi francès situat al departament del Roine i a la regió d'Alvèrnia-Roine-Alps. L'any 2007 tenia 1.339 habitants.

## Demografia

### Població
El 2007 la població de fet de Blacé era de 1.339 persones. Hi havia 484 famílies de les quals 100 eren unipersonals (32 homes vivint sols i 68 dones vivint soles), 148 parelles sense fills, 208 parelles amb fills i 28 famílies monoparentals amb fills.
La població ha evolucionat segons el següent gràfic:
Habitants censats

### Habitatges
El 2007 hi havia 582 habitatges, 494 eren l'habitatge principal de la família, 49 eren segones residències i 39 estaven desocupats. 523 eren cases i 57 eren apartaments. Dels 494 habitatges principals, 368 estaven ocupats pels seus propietaris, 102 estaven llogats i ocupats pels llogaters i 24 estaven cedits a títol gratuït; 2 tenien una cambra, 11 en tenien dues, 70 en tenien tres, 126 en tenien quatre i 285 en tenien cinc o més. 420 habitatges disposaven pel capbaix d'una plaça de pàrquing. A 191 habitatges hi havia un automòbil i a 276 n'hi havia dos o més.

### Piràmide de població
La piràmide de població per edats i sexe el 2009 era:
| Homes | Edats   | Dones |
| ----- | ------- | ----- |
| 0     | 95 o +  | 4     |
| 4     | 90 a 94 | 0     |
| 0     | 85 a 89 | 36    |
| 12    | 80 a 84 | 24    |
| 20    | 75 a 79 | 16    |
| 24    | 70 a 74 | 12    |
| 32    | 65 a 69 | 48    |
| 28    | 60 a 64 | 40    |
| 28    | 55 a 59 | 12    |
| 48    | 50 a 54 | 56    |
| 48    | 45 a 49 | 48    |
| 36    | 40 a 44 | 48    |
| 40    | 35 a 39 | 32    |
| 44    | 30 a 34 | 52    |
| 48    | 25 a 29 | 28    |
| 20    | 20 a 24 | 8     |
| 48    | 15 a 19 | 32    |
| 36    | 10 a 14 | 36    |
| 52    | 5 a 9   | 44    |
| 28    | 0 a 4   | 28    |

## Economia
El 2007 la població en edat de treballar era de 839 persones, 642 eren actives i 197 eren inactives. De les 642 persones actives 606 estaven ocupades (313 homes i 293 dones) i 36 estaven aturades (12 homes i 24 dones). De les 197 persones inactives 76 estaven jubilades, 83 estaven estudiant i 38 estaven classificades com a «altres inactius».

### Ingressos
El 2009 a Blacé hi havia 506 unitats fiscals que integraven 1.335,5 persones, la mediana anual d'ingressos fiscals per persona era de 20.261 €.

### Activitats econòmiques
Dels 76 establiments que hi havia el 2007, 1 era d'una empresa alimentària, 3 d'empreses de fabricació d'altres productes industrials, 14 d'empreses de construcció, 15 d'empreses de comerç i reparació d'automòbils, 1 d'una empresa de transport, 9 d'empreses d'hostatgeria i restauració, 1 d'una empresa d'informació i comunicació, 2 d'empreses financeres, 1 d'una empresa immobiliària, 8 d'empreses de serveis, 17 d'entitats de l'administració pública i 4 d'empreses classificades com a «altres activitats de serveis».
Dels 15 establiments de servei als particulars que hi havia el 2009, 1 era un paleta, 5 guixaires pintors, 4 fusteries, 1 lampisteria, 1 electricista, 1 perruqueria i 2 restaurants.
Dels 3 establiments comercials que hi havia el 2009, 1 era una botiga de menys de 120 m², 1 una fleca i 1 una carnisseria.
L'any 2000 a Blacé hi havia 79 explotacions agrícoles que ocupaven un total de 649 hectàrees.

## Equipaments sanitaris i escolars
L'únic equipament sanitari que hi havia el 2009 era una farmàcia.
El 2009 hi havia 1 escola maternal i 1 escola elemental.

## Poblacions més properes
El següent diagrama mostra les poblacions més properes.